# 北海道道65号釧路空港線
北海道道65号釧路空港線（ほっかいどうどう65ごう くしろくうこうせん）は、北海道釧路市を通る道道（主要地方道）である。

## 概要
道東地方の拠点空港である釧路空港から釧路湿原、阿寒摩周、知床の各国立公園をつなぐ観光ルートの起点となることから、道の屋外広告物を規制する地域に指定されている。

### 路線データ
- 起点：北海道釧路市鶴丘（釧路空港）
- 終点：北海道釧路市鶴丘（国道240号・北海道道952号山花鶴丘線交点）
- 総延長：2.888 km[1]
- 実延長：2.862 km[1]
- 重用延長：0.026 km[1]

### 道路管理者
- 釧路総合振興局 釧路建設管理部 事業課

## 歴史
- 1961年（昭和36年）3月31日 - 426号として路線認定[2]。
- 1993年（平成5年）5月11日 - 建設省から、道道釧路空港線が釧路空港線として主要地方道に指定される[3]。
- 1994年（平成6年）10月1日 - 路線番号を65号に変更[4]。
- 2004年（平成16年） - 経路切り替え。旧ルートは市道に移管された。

## 地理

### 通過する自治体
- 釧路総合振興局
  - 釧路市

### 交差する道路
釧路市
- 国道240号 - 鶴丘（終点）

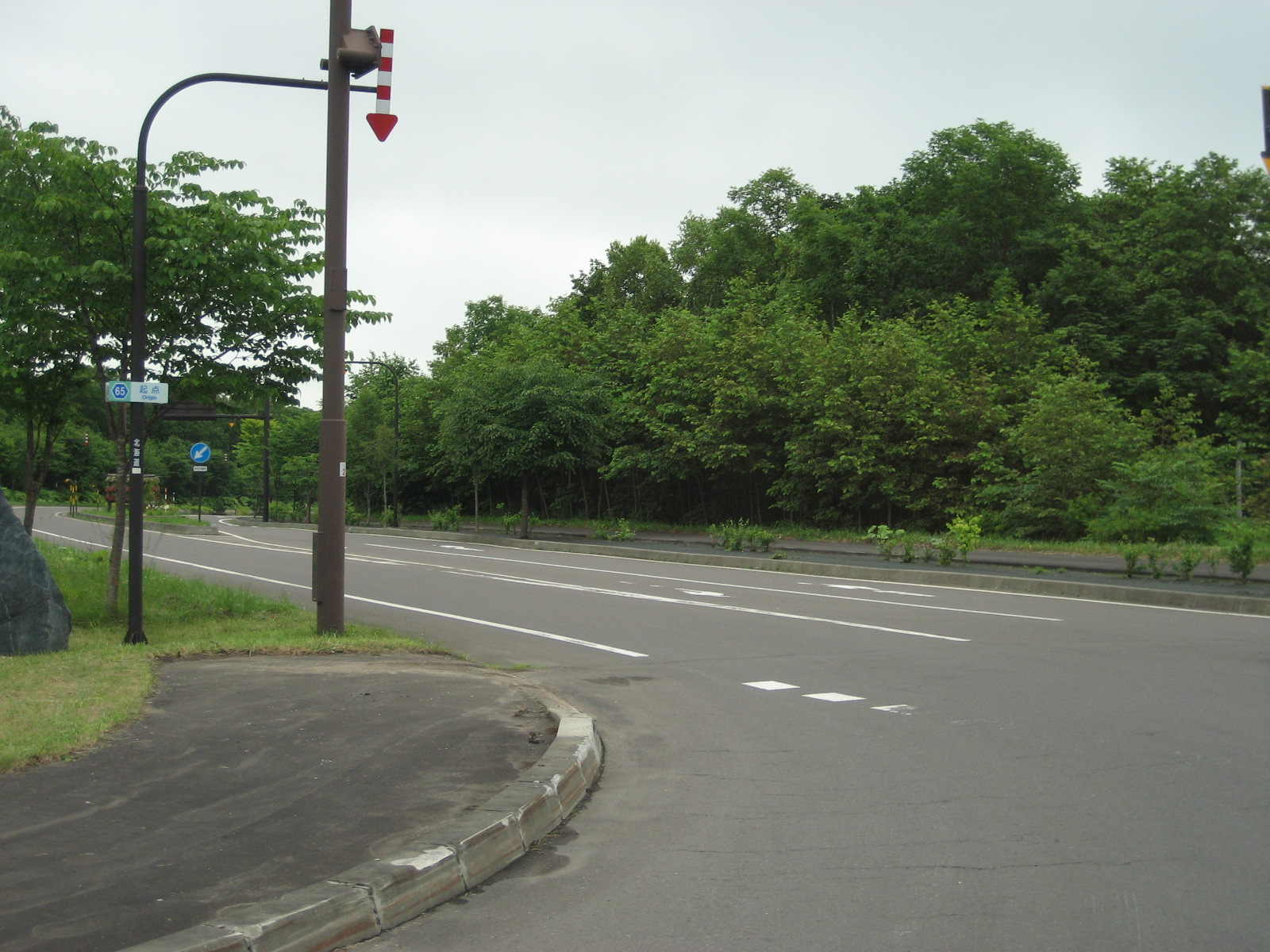
起点の様子

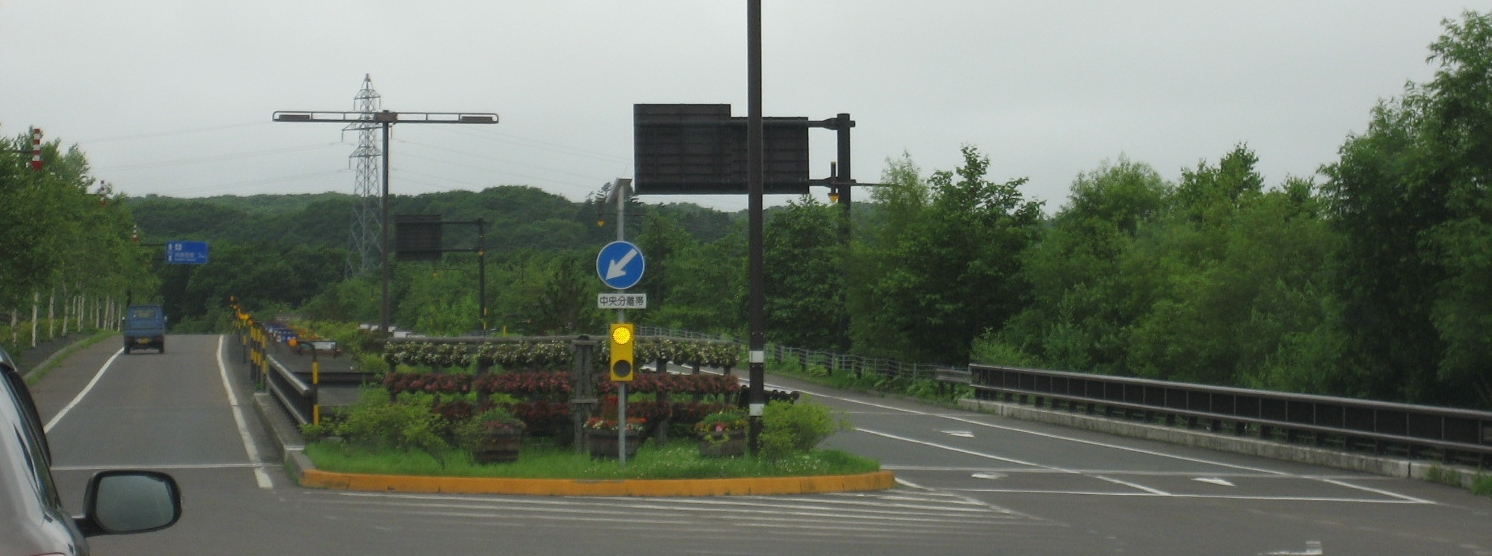
終点の様子

- 北海道道952号山花鶴丘線 - 鶴丘（終点）